# Marco Léon
Marco Antonio Léon Castro (* 15. Dezember 1962 in Bogotá) ist ein ehemaliger kolumbianischer Radrennfahrer.

## Sportliche Laufbahn
1981 gewann er die Bergwertung im Etappenrennen Clásica del Oriente sowie eine Etappe. Im Clásico RCN 1984 konnte er eine Etappe gewinnen. 1985 bis 1989 war er Berufsfahrer, überwiegend im Radsportteam Café de Colombia.
Dreimal bestritt er die Tour de France. 1986 wurde er 86., 1987 44. und 1988 73. der Gesamtwertung.